# Formschneider

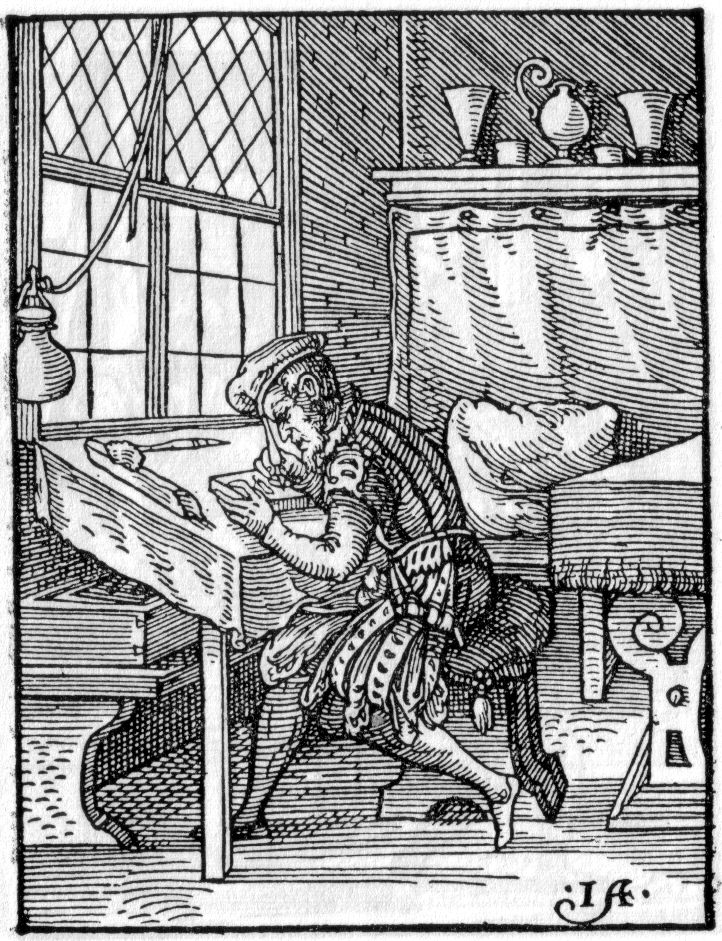
Der Formschneider aus Jost Ammans Ständebuch, 1568

Formschneider, Formstecher oder auch Xylograph bzw. Xylograf (ⓘ) ist ein fast ausgestorbener Beruf, der sich mit Herstellung von Druckwalzen und -stöcken aus Holz beschäftigt. Diese dienten für die Stoffdruckerei, für Papiertapeten, Spielkarten, Linoleum, Wachstuch und Seide sowie die teils künstlerische Holzschnitte. Die Formschneider stellten auch Modeln für Zeugdruck oder Blaudruck her. Ein weiteres Anwendungsgebiet sind Abbildungen in Katalogen und Büchern aus der Zeit vor der fotomechanischen Reproduktion.
Der damals bereits verbreitete Holzschnitt, bei dem der Druckstock aus einem Längsholz besteht, erforderte mehr Arbeitsschritte (Schnitt in Faserrichtung und ein weiterer Schnitt in die Gegenrichtung) als das damals bereits bekannte Verfahren des Kupferstichs. Doch der Kupferstich war für den Druck in Verbindung mit Textlettern nicht geeignet. So entwickelte der englische Kupferstecher Thomas Bewick Ende des 18. Jahrhunderts das neue Verfahren des Holzstichs, bei dem ähnlich wie beim Kupferstich gearbeitet wird, als Werkstück aber ein Hirnholz aus Buchsbaumholz verwendet wird. Erst der Holzstich ermöglichte die massenhafte Herstellung von fein detaillierten Illustrationen, die schnell eine große Verbreitung im Buchdruck fanden.

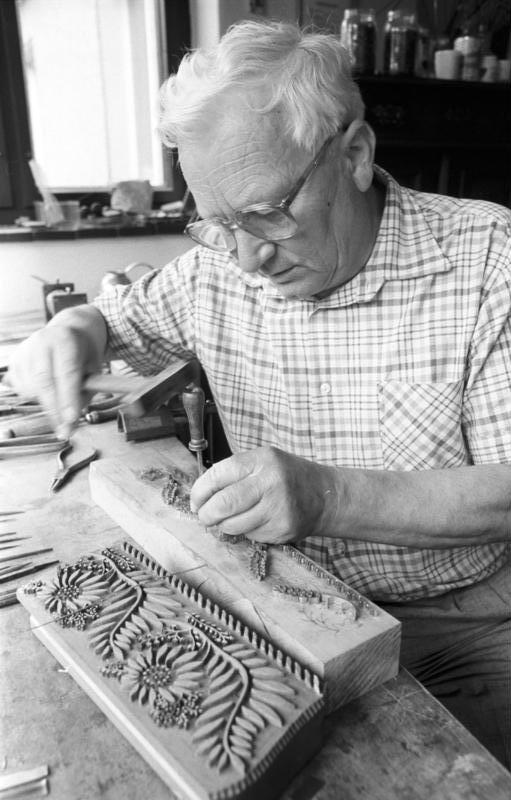
Formstecher bei der Arbeit

Die auf die Holzplatte übertragenen Zeichnungen wurden von den Holzschneidern mit Messern, Grabsticheln, Hohl- und Rundeisen, Stechbeiteln sowie Knieeisen und Grundmeißeln so ausgeschnitten, dass die nicht zu druckenden Stellen aus der Holzplatte entfernt wurden (Hochdruckverfahren). Für die Herstellung der Walze wird gut abgelagertes, schnitzbares Holz verwendet oder mehrere Holzschichten miteinander verleimt. Bearbeitet wird das Werkstück meistens auf einem mit Sand gefüllten Polster, das ein freies Neigen und Drehen bei sichererem Halt erlaubt.
Zusätzlich zum Herausschnitzen von Mustern wurden Ornamente aus Metall auf dem Model aufgebracht. Diese Formstecherei beschreibt das Lexikon der gesamten Technik 1906 so:

„Gewöhnlich werden drei zusammen 7–8 cm dicke Holztafeln miteinander verleimt, von denen die oberste Tafel, in welche die Zeichnung ausgeschnitten wird, aus Birnbaumholz besteht. Die beiden andern Tafeln (mit sich kreuzendem Faserverlauf aufeinander gelegt) werden gewöhnlich aus Tannen- oder Lindenholz hergestellt. Feine Linien, kleine Punkte u. dergl., welche im Holze sehr wenig haltbar oder zu mühsam auszuführen sein würden, werden vom Formstecher durch Einschlagen von geraden oder gebogenen Messingblechstreifchen oder Stiftchen aus Messingdraht gebildet; letzterer ist zu diesem Zweck nicht nur von rundem, sondern je nach Bedürfnis von halbmond-, sternförmigem u.s.w. Querschnitt.“

Der Beruf des Formschnitzers ist bereits seit 1397 urkundlich belegt. Eine der wenigen heute namentlich bekannten Formschneider war Jost de Negker (gest. 1544). Die historische Bedeutung des Holzstichs begründet sich durch die zunehmende Verbreitung des Buchdrucks, der eine hohe Nachfrage nach Illustrationen mit sich brachte. Noch um das Jahr 1900 gab es in Deutschland 31 Formstechereien mit 500 Gehilfen, ein Zentrum war Köln. Die Formschneider arbeiteten meist im Auftrag. Bis 1996 war Formstecher in Deutschland ein anerkannter Lehrberuf mit einer dreieinhalbjährigen Ausbildungszeit. Im Zuge von Automatisierung und Digitalisierung ist der Berufszweig heute ein historischer.